# فاييه مارساي
فاييه إيلين مارساي (بالإنجليزية: Faye Marsay)‏ هي ممثلة إنجليزية ولدت في يوم 30 ديسمبر 1986 في مدينة ميدلزبرة في انجلترا. بدأت التمثيل في سنة 2008 ومثلت دور آن نيفيل في فيلم الملكة البيضاء في سنة 2013. مثلت أيضاً دور إيمي في لعبة نيد فور سبيد ودور كانديس في مسلسل اللحم الطازج في 2015 ودور ستيف في فيلم برايد، ودور بلو كولسون في مسلسل المرآة السوداء. ومثلت دور وايف في مسلسل صراع العروش.

## روابط خارجية
- فاييه مارساي على موقع IMDb (الإنجليزية)
- فاييه مارساي على موقع ألو سيني (الفرنسية)
- فاييه مارساي على موقع أول موفي (الإنجليزية)
- فاييه مارساي على موقع قاعدة بيانات الفيلم (الإنجليزية)
- فاييه مارساي على موقع كينوبويسك (الروسية)